# Atkins (Arkansas)
Atkins é uma cidade localizada no estado americano de Arkansas, no Condado de Pope.

## Demografia
Segundo o censo americano de 2000, a sua população era de 2878 habitantes. 
Em 2006, foi estimada uma população de 2921, um aumento de 43 (1.5%).

## Geografia
De acordo com o United States Census Bureau, a localidade tem uma área de 15,9 km², sem área coberta por água. Atkins localiza-se a aproximadamente 113 m acima do nível do mar.

## Localidades na vizinhança
O diagrama seguinte representa as localidades num raio de 24 km ao redor de Atkins. 